# Danuta Kobylińska-Walas
Danuta Kobylińska-Walas ps. „Żaba” (także Danuta Walas-Kobylińska; ur. 27 listopada 1931 w Kozietułach, zm. 21 czerwca 2025 w Warszawie) – pierwsza w Polsce kobieta z uprawnieniami kapitana żeglugi wielkiej.
Często tytułowano ją: Kapitan w spódnicy, Madame Commandante, Woman Sea Captain oraz Madame la Capitaine, Frau Kapitän.

## Życiorys
Urodziła się w 1931 w Kozietułach, w majątku rodziców. Po II wojnie światowej trafiła wraz z rodziną do Kamienia Pomorskiego. Po ukończeniu kursu żeglarskiego w 1946 postanowiła związać swoją karierę z zawodem marynarza. Od 1946 przebywała w Szczecinie. Przez cały ten okres zabiegała w ministerstwie o możliwość podjęcia pracy na morzu. Studiowała w latach 1949–51 w Państwowej Szkole Morskiej (ukończyła ją, jako jedna z pierwszych kobiet). W 1951 skończyła szkołę morską, ale bez prawa pływania, bo akurat w PRL nie wszyscy absolwenci mieli prawo wypłynąć z Polski.
Pracowała w Kapitanacie Portu Szczecin, Centralnym Urzędzie Marynarki Handlowej oraz w Bazach Zdawczych Stoczni w Gdańsku i Szczecinie. Na pierwszy statek zamustrowała się w 1956, pływała jako asystent pokładowy na SS Wrocław, 1957–60 jako III oficer na SS Szczecin, w 1960 jako II oficer na SS Kalisz, 1961 już jako I oficer na SS Tczewie i SS Sanie. Kapitanem została 16 lutego 1962. Jako kapitan dowodziła takimi jednostkami jak: MS Kopalnia Wujek, Kołobrzeg II, MS Toruń, MS Bieszczady (od początku służby statku 1968), MS Powstaniec Wielkopolski, MS Budowlany, MS Uniwersytet Toruński, MS Jarosław, MS Malbork. W grudniu 1970 pod jej dowództwem MS Bieszczady cumujący w Stoczni Szczecińskiej pomagały strajkującym robotnikom. W 1972 uratowała przed zatonięciem MS Kopalnia Miechowice z załogą i ładunkiem.
W latach 1981–86 była przedstawicielem Biura Radcy Handlowego przy Ambasadzie PRL w Tunisie. PŻM w Kołobrzegu wybrało ją na matkę chrzestną jednostki Nimfa II. 27 listopada 1986 przeszła na emeryturę. Mieszkała w Warszawie. W 2004 bez powodzenia kandydowała do Parlamentu Europejskiego z ramienia Inicjatywy dla Polski uzyskując 1828 głosów.
Pogrzeb odbędzie się 15 lipca 2025r. o 12. w kościele św. Anny w Wilanowie w Warszawie.

### Odznaczenia i wyróżnienia
- Krzyż Kawalerski Orderu Odrodzenia Polski,
- Medal 40-lecia Polski Ludowej,
- Złota Odznaka honorowa „Zasłużony Pracownik Morza”,
- Złota Odznaka Honorowa Gryfa Pomorskiego,
- Medal XXX-lecia „Gryf Pomorski”,
- Odznaka Zasłużony Pracownik PŻM,
- Odznaka „Zasłużony dla województwa rzeszowskiego” (1969)[9],
- W 1966 wybrana szczecinianinem roku,
- Pamiątkowe wpisy do Księgi Zasłużonych PŻM oraz do Księgi Zasłużonych dla Pomorza Zachodniego[3].

## Publikacje
Jej życiu została poświęcona książka Eugeniusza A. Daszkowskiego pt: Pierwsza po Bogu kpt. ż.w. Danuta Kobylińska-Walas wydana w 1997. Poświęcono jej również wiele wywiadów, artykułów, m.in. w miesięczniku Morze, Sunday Express, oraz wierszy.

## Rodzina
Pierwszym mężem Danuty Kobylińskiej-Walas był Czesław Walas, marynarz, a potem oficer nawigacyjny, który przez wiele lat pływał z nią na jednym statku; gdy była oficerem, pływał jeszcze jako bosman, gdy została kapitanem, był III oficerem, a potem pływał z żoną jako II i I oficer. Krótko po uzyskaniu dyplomu kpt. ż.w. zginął postrzelony podczas polowania w 1975 r. i nie zdążył dowodzić żadnym statkiem. Ich syn, Konrad Walas, jest również kapitanem ż.w. Drugim mężem Danuty Kobylińskiej-Walas był reżyser operowy Edmund Wayda (zm. 2010).

## Następczynie
W latach sześćdziesiątych i siedemdziesiątych XX wieku o pani kapitan D. Kobylińskiej-Walas było głośno w Polsce i na świecie. Ówczesny minister żeglugi, Jerzy Szopa, otworzył w 1975 roku uczelnie morskie dla kobiet, dla których został określony limit sześciu miejsc. Uczelnie zostały zamknięte w 1977 roku. Otwarto je ponownie w połowie lat dziewięćdziesiątych XX wieku.
- Elżbieta Trzeciak-Zawadzka (dyplom kpt.ż.w. od 1990) druga Polka, która została kapitanem żeglugi wielkiej i jedyna w Polsce kobieta, która ma dyplom kpt.ż.w. rybołówstwa morskiego,
- Danuta Barcikowska (dyplom kpt.ż.w. od 1993),
- Elżbieta Drożdżowska-Smulewicz (dyplom kpt.ż.w. od 1993) dowodzi promami armatora Euroafrica Linie Żeglugowe,
- Anna Wypych-Namiotko (dyplom kpt.ż.w. od 1996), w latach 2007 - 2013 podsekretarz stanu ds. gospodarki morskiej w ministerstwach Infrastruktury, Transportu, Budownictwa i Gospodarki Morskiej.
- Iwona Browarska (dyplom kpt.ż.w. od 2004),
- Anna Lipińska (dyplom kpt.ż.w. od 2005),
- Barbara Kwiecińska (dyplom kpt.ż.w. od 2008) prodziekan ds. studiów stacjonarnych na AM w Szczecinie,
- Wiesława Kuźmicz (dyplom kpt.ż.w.) zastępca kapitana portu w Szczecinie[11].

## Upamiętnienie
- Jej imieniem została nazwana Niepubliczna Szkoła Podstawowa w Kozietułach.
- Tablica poświęcona jej pamięci znajduje się również na Skwerze Kapitanów na szczecińskiej Łasztowni[12]